# Луцька міська територіальна громада
Луцька міська громада — територіальна громада в Україні, на території Луцького району Волинської області. Адміністративний центр — місто Луцьк.
Вперше утворена 25 жовтня 2019 року шляхом приєднання Прилуцької сільської ради Ківерцівського району до Луцької міської ради обласного значення. Після об'єднання Луцька з Прилуцьким Волинь стала одним з лідерів децентралізації в Україні.
Територія — 72 
км², населення — 243 482 осіб (2022).
У сучасному вигляді утворена згідно з розпорядженням Кабінету Міністрів України від 12 червня 2020 р. № 708-р шляхом об'єднання Луцької міської ради обласного значення, Рокинівської селищної ради, Боголюбської, Заборольської, Княгининівської, Одерадівської, Шепельської сільських рад Луцького району, Жидичинської, Озерцівської та Прилуцької сільських рад Ківерцівського району та Іванчицівської сільської ради Рожищенського району.

## Населені пункти
До складу громади входять 1 місто (Луцьк), 1 селище (Рокині) і 34 села: Антонівка, Боголюби, Богушівка, Брище, Буків, Великий Омеляник, Всеволодівка, Городок, Дачне, Жабка, Жидичин, Заболотці, Забороль, Зміїнець, Іванчиці, Клепачів, Княгининок, Кульчин, Липляни, Милушин, Милуші, Моташівка, Небіжка, Одеради, Озденіж, Озерце, Олександрівка, Охотин, Прилуцьке, Сапогове, Сирники, Сьомаки, Тарасове та Шепель.

## Старостинські округи
- Боголюбський (села Боголюби, Богушівка, Тарасове, Іванчиці, Озденіж)
- Жидичинський (села Жидичин, Кульчин, Липляни, Озерце, Клепачів, Небіжка)
- Заборольський (села Забороль, Антонівка, Великий Омеляник, Всеволодівка, Олександрівка, Одеради, Городок, Сьомаки, Шепель, Заболотці, Охотин)
- Княгининівський (села Княгининок, Буків, Зміїнець, Милушин, Милуші, Моташівка, Сирники, Брище, селище Рокині)
- Прилуцький (села Прилуцьке, Дачне, Жабка, Сапогове)[4]

## Географія
Територією громади протікає річка Стир.